# Kondō Heizaburō

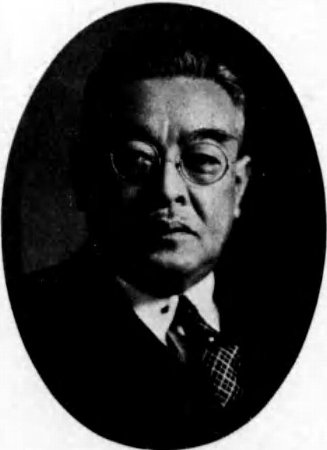
Kondō Heizaburō

Kondō Heizaburō (japanisch 近藤 平三郎, auch Kondō Heisaburō; geboren 11. Dezember 1877 in Matsuzaka (松坂町) (Präfektur Shizuoka); gestorben 17. November 1963 in Tōkyō) war ein japanischer Pharmakologe.

## Leben und Wirken
Kondō Heizaburō absolvierte ein Studium an der Abteilung für Pharmazie der Medizinischen Fakultät der Universität Tōkyō und wurde Apotheker der Armee. Als erster Doktorand in der Abteilung für Pharmazie, der von der Armee entsandt wurde, forschte er unter Anleitung von Nagai Nagayoshi an Pflanzenkomponenten. 1907 bildete er sich an der Friedrich-Wilhelms-Universität zu Berlin weiter und studierte organische Chemie bei Liebermann und physikalische Chemie bei Nernst. 1915 wurde er Professor an seiner Alma  Mater und leitete die Kurse für Pharmazeutische Chemie. Im selben Jahr gründete er das Itsū-Institut (乙卯研究所) und forschte parallel zu anderen Forschern in der Welt an der Entwicklung der organischen Chemie von Naturstoffen. 1928 gewann er den Preis der Akademie der Wissenschaften für seine wichtigen Entdeckungen verschiedener Alkaloide. Er wurde als „Meiyo Kyōju“ verabschiedet, war Präsident der „Japanischen Gesellschaft für Pharmazie“ (日本薬学会, Nihon Yakugakkai) und war Mitglied der Akademie der Wissenschaften. 
Zu Kondōs Schülern gehören Ochiai Eiji, Tsuda Kyōsuke, Tomita Masao (富田 真雄; 1903–1998), Ueo Shōjrō (上尾  庄次郎; 1909–1988) und andere. Kondō verfasste „Rückblick auf die Alkaloid-Forschung“ (アルカロイド研究の回顧, Alkaloid kenkyū no kaiko).
1958 wurde Kondō als Person mit besonderen kulturellen Verdiensten geehrt und im gleichen Jahr mit dem Kulturorden ausgezeichnet.